# Anaxyrus nelsoni
Anaxyrus nelsoni (лат.) — вид американских жаб из семейства Bufonidae, обитающий на западе США.
Одно время считался подвидом западноамериканской жабы. Находится под угрозой исчезновения из-за потери среды обитания и классифицируется МСОП как находящийся под угрозой исчезновения.

## Этимология
Видовое название nelsoni дано в честь Эдварда Уильяма Нельсона, американского натуралиста и этнолога.

## Распространение
Anaxyrus nelsoni является эндемиком долины Оазис в пустыне Амаргоса в округе Най, штат Невада, США. Её естественная среда обитания — 16-километровый участок реки Амаргоса в долине Оазис между Спрингдейлом и Битти, в притоках и в близлежащих изолированных источниках. Прибрежная растительность состоит из тополей, осоки и рогоза, а размножение происходит в источниках, где часто мало водной растительности.

## Охранный статус
Международный союз охраны природы оценил статус Anaxyrus nelsoni как находящийся под угрозой исчезновения. Неблагоприятные для вида факторы включают переменное количество осадков, возросшее использование внедорожных транспортных средств, вытаптывание пасущимися животными, дноуглубительные работы для борьбы с наводнениями и коммерческое развитие. Ещё одной угрозой является внедрение неместных видов, которые охотятся на этот вид, включая сомообразных, речных раков и лягушек-быков. Считается, что популяция этих жаб сокращается.
Местные жители, владельцы ранчо и фермеры предпринимают эффективные шаги для сохранения и восстановления популяции Anaxyrus nelsoni, отчасти для того, чтобы избежать федерального вмешательства в рамках Закона об исчезающих видах.